# Evo Terra
Travis Unwin (* 10. srpna 1968), známý jako Evo Terra, je americký podcaster, autor, businessman a rozhlasový moderátor. Současně žije v Bangkoku v Thajsku. Terra je autorem Podcasting For Dummies, tvůrce The Beer Diet, cestovní blogger a průkopník podcastingu.

## Kariéra

### Podcasty
Terra začal svoji kariéru v roce 2002, jako člen týmu, který produkoval internetovou-rádio show. Formát byl zaměřen na rozhovory s významnými autory, mezi které patřil například Arthur C. Clarke, Boris Vallejo a Piers Anthony. Jako jeden z prvních popularizátorů podcastingu, se jeho první epizoda dostala do adresáře Podcast Alley 14. října 2004 a tím se jeho podcast stal čtyřicátým podcastem, který byl kdy vytvořen. Jeho podcast Slice of Sci-Fi získal v roce 2005 cenu Top Rated Podcast Award a v roce 2008 cenu Parsec Award za nejlepší novinky z spekulativní beletrie. V roce 2006 byl Terra jedním spoluzakladatelů Podiobooks.com, webu, který využíval podcastingové technologie k distribuci serializováné podoby audioknih. V roce 2011, Terra založil firmu ePublish Unum, která do září 2014 poskytovala vzdělávací služby pro nezávislé autorům. Terra se také účastnil panelu podcastingové části Dragon Conu v Atlantě a v roce 2014 měl úvodní slovo na konferenci Podcast Movement v Dallasu.

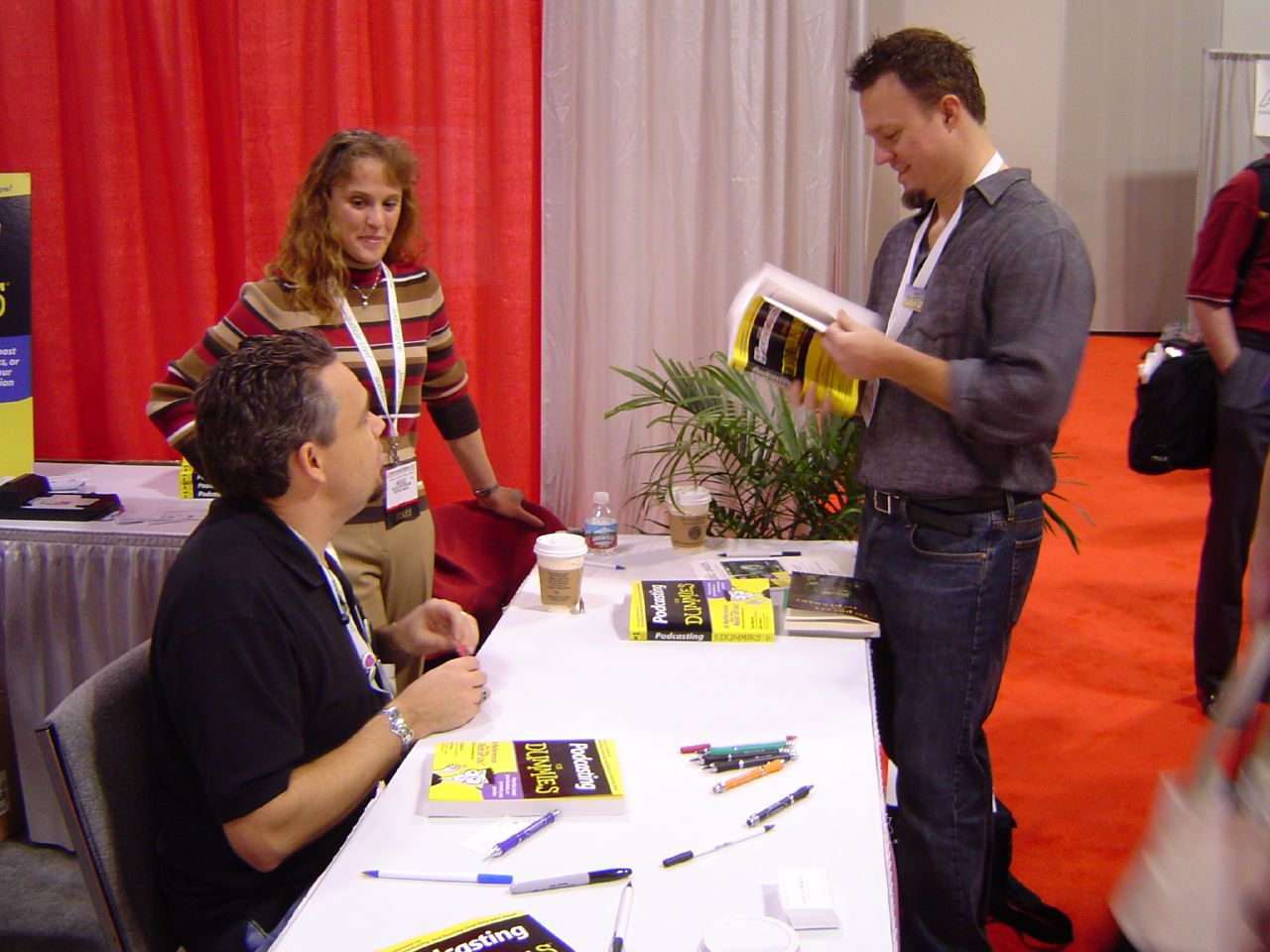
Evo Terra podpisuje knihu Markovi Jeffreymu.

### Publikování
V roce 2005 byla vydána první edice knihy Podcasting For Dummies, na které spolupracoval společně s Tee Morrisem. V roce 2008 vyšla druhá edice, na které spolupracoval s Tee Morissem, Chuckem Tomasem a s Kregem Steppenem. Tyto knihy byly jedny z prvních snadno dostupných knih o podcastingu a výrazně se zasloužili o popularizaci tohoto nového média. V roce 2007 vyšla kniha Expert Podcasting Practices For Dummies, která rozšířila techniky popsané v první knize. Kniha The Beer Diet (A Brew Story), popisující Terrovy zkušenosti s měsíční konzumací pouze piva a klobás. Terra také napsal další dvě knihy, Google Plus For Authors (2013), and Writing Awesome Book Blurbs (2013).

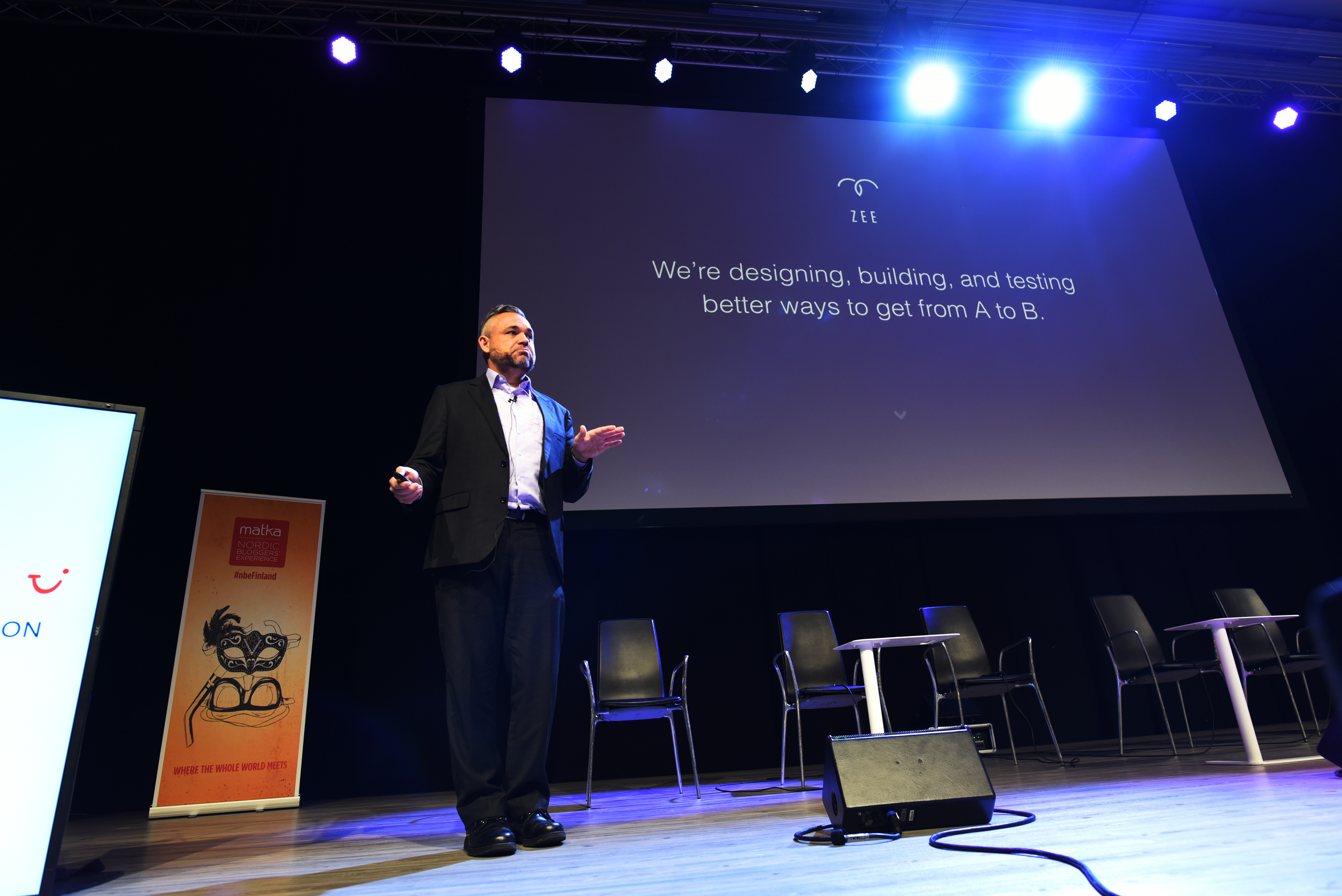
Evo Terra na NBE-Matka

### Cestovní blogging
V lednu 2015, Terra a jeho žena Sheila Dee prodali vše, aby mohli cestovat po světě. Společně začali blog a podcast The Oppurtunistic Travelers, a druhý podcast This One Time.. Jejich blog je známý svým zaměřením na nové možnosti financování cestování. V říjnu 2016 měl Terra úvodní slovo na konferenci TBEX Asia Pacific travel writers' convention a na MATKA Nordic Travel Fair v lednu 2017.

### Další úsilí
Terra hovořil také na téma jako podnikání, digitální marketing a technologické inovace na akcích jako byla konference South by Southwest v roce 2011 a Ignite Phoenix. V roce 2015 Terra mluvil na konferenci UnGagged v Londýně na téma digitální strategie. Terra se také pravidelně objevuje na fandom konferencích.